# سیاهرگ تهیگاهی بیرونی
سیاهرگ تهیگاهی بیرونی یا ورید ایلیاک خارجی (انگلیسی: External iliac vein) یکی از سیاهرگ‌های مهم ناحیه لگن است. این ورید ادامه سیاهرگ رانی است که پس از ملحق شدن با سیاهرگ تهیگاهی درونی، سیاهرگ تهیگاهی مشترک نامیده می‌شود که خون اندام تحتانی را به بزرگ‌سیاهرگ زیرین می‌ریزد.

## نگارخانه

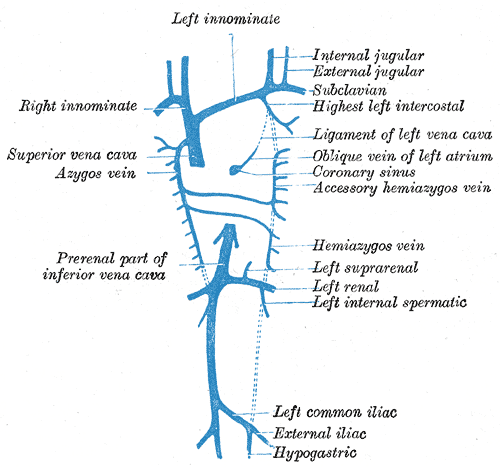
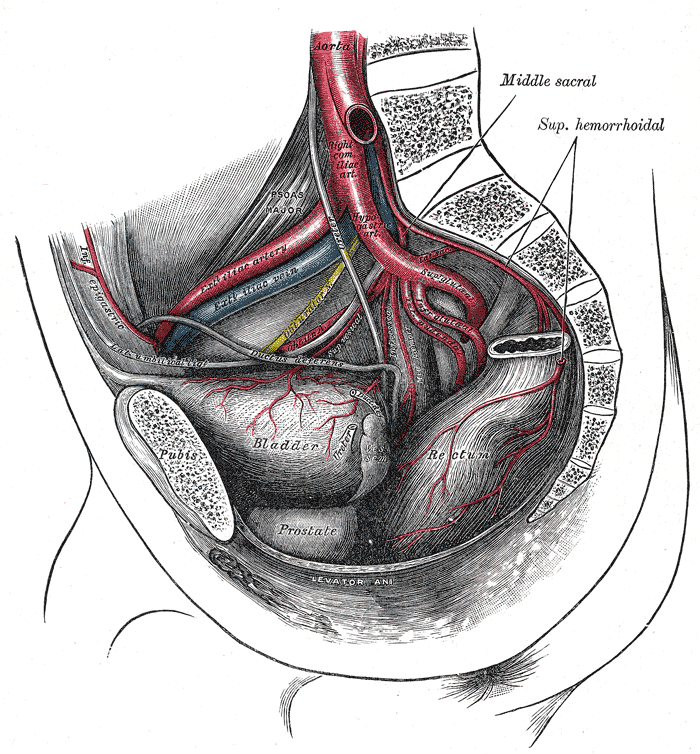
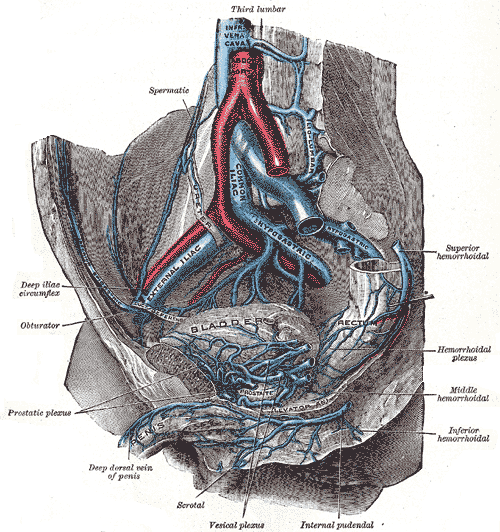
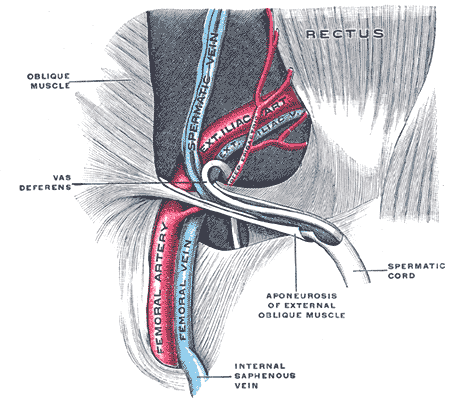
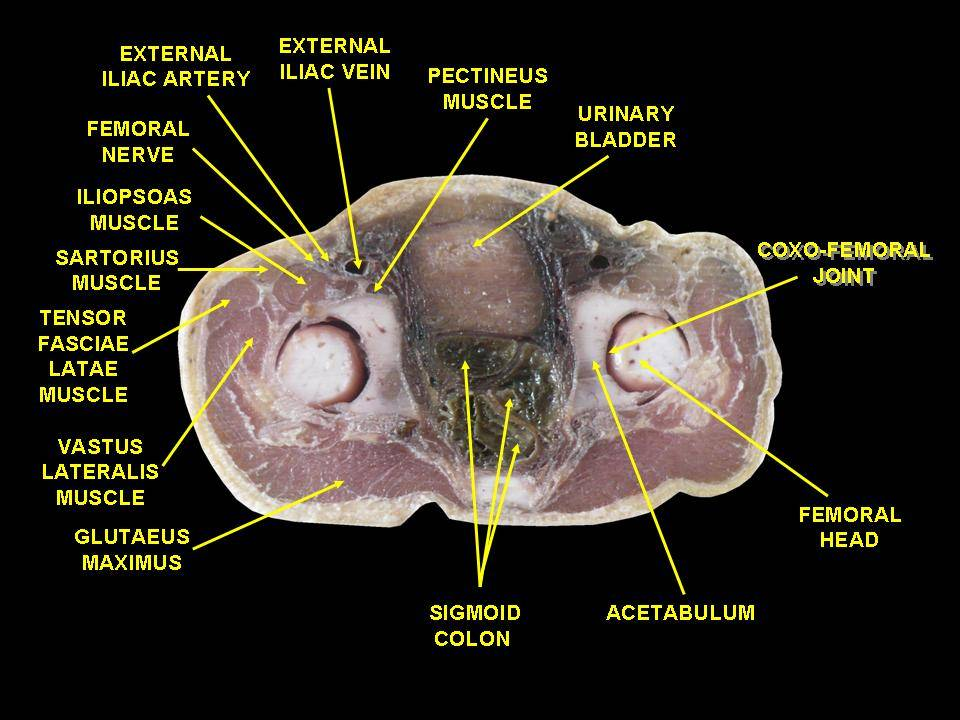